# クリスマス・キャロル (X-ファイルのエピソード)
「クリスマス・キャロル」（原題:Christmas Carol）は『X-ファイル』のシーズン5第6話で、1997年12月7日にFOXが初めて放送した。なお、本エピソードは「ミソロジー」に属するエピソードであり、第7話「エミリー」に続くエピソードである。

## スタッフ
- 監督:ピーター・マークル
- 脚本:ヴィンス・ギリガン、ジョン・シバン、フランク・スポットニッツ

## キャスト

### レギュラー
- デイヴィッド・ドゥカヴニー - フォックス・モルダー特別捜査官
- ジリアン・アンダーソン - ダナ・スカリー特別捜査官

### ゲスト
- シーラ・ラーケン - マーガレット・スカリー
- パット・スキッパー - ウィリアム・"ビル"・スカリー
- カリ・ターナー - タラ・スカリー
- ジョン・パイパー＝ファーガソン - クレスゲ刑事
- ロブ・フリーマン - マーシャル・シム
- ローレン・ダイウォルド - エミリー・シム
- メリンダ・マックグロウ - メリッサ・スカリー
- ジョーイ・シー - ダナ・スカリー（1968年当時）
- ライアン・デ・ボア - ビル・スカリー（1968年当時）
- ゾーイ・アンダーソン - ダナ・スカリー（1976年当時）
- レベッカ・コドリング - メリッサ・スカリー（1976年当時）
- ジェラルド・プランケット - アーネスト・カルデロン医師
- パトリシア・ダールクイスト - スーザン・チャンブリス

## ストーリー
スカリーは兄夫婦と母親と一緒にクリスマス・イブを過ごしていた。団欒の最中にかかってきた電話に出たところ、その主の声が亡くなったはずの姉、メリッサの声によく似ていたため、スカリーは仰天した。電話の主は「貴方の助けを必要としている人がいる」とだけ言って電話を切った。逆探知の結果、電話がサンディエゴからかかってきたことを知ったスカリーは現地に急行した。目的地に到着したスカリーは、そこに大量の警官がいるのを見て驚いた。クレスゲ刑事の話によると、家の主であるロベルタ・シムが自殺しており、スカリーが電話を受け取った時点で、ロベルタがすでに死んでいたことを告げられる。その夜、夕食を終えたスカリーは母親（マーガレット）にガンのせいで子供を妊娠できない体になってしまったと涙ながらに告げる。その後、スカリーはふと子供時代の記憶を思い出した。スカリーはペットのウサギを兄に見つからないようにランチボックスの中に隠したのだが、それが原因でウサギは窒息死してしまった。しばらくの間回想に耽っていたスカリーだったが、携帯に電話がかかってきたため、彼女の意識は現実に引き戻された。電話の主は同じ人物であった。またしても電話がシム家からかかってきたことを知ったスカリーは、ロベルタの夫であるマーシャルに説明を求めたが、彼は何も語ろうとはしなかった。
ロベルタの自殺に何かヒントがあると考えたスカリーは、情報を入手するためにクレスゲ刑事を訪ねた。資料を見せたもらったスカリーは、シム家の娘であるエミリーと子供時代のメリッサがよく似ていることに気が付いた。その瞬間、スカリーは子供時代に葬儀に参列した記憶を思い出した。どういうわけだか、その回想の中でスカリーの手を握っていたのはマーシャルであった。ロベルタが何者かに殺害されたのではないかと疑ったスカリーは、自らの手で彼女の遺体を解剖することにした。解剖中、スカリーはロベルタの脚に何かで刺された痕を見つけ、麻酔を打たれた痕なのではないかと推測する。スカリーの話を聞いた警察がシム家を家宅捜索したところ、注射器が発見された。警察に詰問されたマーシャルは、「その注射器はエミリーの治療のために必要な物なのです」と弁明した。警察とマーシャルがやり取りしている最中、スカリーはスーツを着た男が車からシム家を監視していることに気が付いた。メリッサのDNAとエミリーのDNAを照合した結果、2人のDNAは極めて似通っていることが判明した。スカリーはエミリーがメリッサの娘だと確信した。その後、スカリーは中学生の頃に姉とネックレスを作った記憶を思い出す。
スカリーはクレスゲからシム家が製薬会社から大金を受け取っていたと知らされた。製薬会社に向かった2人は、エミリーが臨床実験の被験者になっており、実験に協力してくれるお礼として大金が支払われていたことを知った。その後、警察はマーシャルをロベルタ殺害容疑で逮捕した。スカリーはエミリーに十字架のネックレスを渡した。マーシャルはロベルタを殺害したと自供したが、ほどなくして独房で自殺しているのが発見された。その直前、スーツを着た2人の男が独房を訪れていたのだという。スカリーの話を聞いたビルはメリッサの写真を見せ、「エミリーが産まれたとき、姉さんが妊娠していたとは思えない。」と言った。スカリーは養子縁組を斡旋する会社に「エミリーを養子に迎えたい」と申し出たが、会社はスカリーが多忙であることを理由に難色を示した。その後、スカリーはFBIに入局する前にメリッサと過ごしたクリスマスのことを思い出した。
クリスマス、エミリーのDNAを詳細に検査した結果がスカリーの元に届いた。ビルの予想通り、メリッサはエミリーの母親ではなかった。エミリーの母親はスカリーだったのである。

## 製作
1997年10月第2週、モルダー役のデヴィッド・ドゥカヴニーは主演映画『不法執刀』のプロモーションのためにバンクーバーを一時離れることになっていた。そのため、製作陣は第5話「プロメテウス」の製作を遅らせる必要があった。遅れによって生じた時間で、スカリーをメインにしたエピソードを製作することになった。放送が12月になることを踏まえて、ヴィンス・ギリガンらは本エピソードにクリスマスの要素を取り入れることにした。その際に参照されたのが映画『Scrooge』（1951年）であり、同作と同じような状況にスカリーを放り込もうとしたのであるが、その試みは失敗に終わった。そこで、3人は「スカリーが子供時代と向き合う」という内容のストーリーを書き上げることにした。
当初、エミリー役に起用されていた子役が病院での撮影を怖がったため、別の子役が起用されることになった。その結果、前の子役が演じていたシーンを新しい子役で再撮影することになった。しかし、スケジュールの都合でジリアン・アンダーソンが再撮影に参加できなかったため、製作陣はボディダブルを起用せざるを得なくなった。
1980年代を回想するシーンの撮影に際し、小道具班はその時代のクリスマスプレゼントに使用されていた包装紙を探すのに難儀したのだという。また、1976年当時のスカリーを演じる女優を探す作業も難航した。製作総指揮を務めるR・W・グッドウィンが「ジリアンの妹は14歳だったはず。彼女を起用してはどうか」というアイデアを出したので、ようやく撮影に取りかかることができたのだという。アンダーソンは「撮影が終わったとき、私は気力を使い果たしていた上に、感傷的になっていたように思う。明らかに自分の子供としか思えない女の子（エミリー）を前にして、スカリーが取るべき態度を理解するのは困難だった。エミリーとの適切な距離感も分からなかったし、彼女がスカリーと同じ病に抱えているという事実にどう向き合えば良いのか分からなかった。しかも、それらが全て超常現象と混ざり合っていた。」「私にはパイパーという娘がいて、彼女がエミリーと同じ状況になったらどう感じるかと考えることができる。しかし、スカリーにはエミリーのような子供と向き合った経験がなかった。だから、エミリーと向き合うスカリーを演じることができなかった。」と回想している。
なお、エミリーの名字であるシムは『Scrooge』の主演を務めたアラスデア・シムに由来するものである。

## 評価
1997年12月7日、FOXは本エピソードを初めてアメリカで放映し、2091万人の視聴者を獲得した。
『A.V.クラブ』のザック・ハンドルンは本エピソードにA評価を下し、「概ね良い出来のエピソードだった。」「スカリーがメインのエピソード―しかも、スカリーが病院のベッドの上で死にそうになって横たわっている姿で終わらないエピソード―を見ることができて嬉しい。」と述べている。『クリティカル・ミス』のジョン・キーガンは本エピソードに10点満点で8点を与えており、「このエピソードはスカリーの知られざる内面を徹底的に描写した。脚本家たちがそんなチャンスを得られることは滅多にない。ジリアン・アンダーソンと共に、彼らはその機会を活用した。宗教的な隠喩があちこちに散りばめられているが、やや難解である。ミソロジーを展開するためにエミリーを病気にしたわけだが、プロットにその意図が透けているように思える。」と評している。
ロバート・シャーマンとラース・パーソンは著書『Wanting to Believe: A Critical Guide to The X-Files, Millennium & The Lone Gunmen』において本エピソードに5つ星評価で4つ星半を与え、「脚本が実に鮮やかだ。」「自然な会話に焦点を当てており、それによって、スカリーというキャラクターの掘り下げが上手く行っていないことが覆い隠されている。」「アンダーソンの演技は見事だった。」と述べている。『シネファンタスティック』のポーラ・ヴィタリスは本エピソードに4つ星評価で1つ星半を与え、「クリスマスなのに夜通しDNA検査をやってくれるとは、何と協力的なのか」と皮肉っている。